# 伯吉斯冰隆
伯吉斯冰隆（英語：Burgess Ice Rise）是南極洲的冰隆，位於亞歷山大一世島西岸，處於威爾金斯冰架，在1967年2月11日由英國研究隊繪入地圖，現時由南極條約體系管理。